# Serge Pozzoli
Pour les articles homonymes, voir Pozzoli.
Serge Pozzoli, né à Paris 4e le 26 mars 1915 et mort le 10 août 1992 à Neuilly-sur-Seine, est un historien de l'automobile et collectionneur français.
Il fonde et préside plusieurs associations, écrit de nombreux articles et plusieurs ouvrages, crée et dirige des revues sur l'automobile, la moto et sur l'aviation. Il fonde aussi et dirige un musée de l'imprimerie, un musée de l'automobile, organise des rassemblements et compétitions d'anciennes voitures.

## Biographie
Né en 1915, Serge Modeste Pozzoli est le fils de François Pozzoli, président d'imprimerie, et de Charlotte Favret. Son père a créé la société Matériel Moderne, spécialisée pour l'imprimerie. Serge fait ses études au lycée Buffon à Paris, puis à l'École Violet.
Serge Pozzoli entre dans la société de son père, le Matériel Moderne, et y fait sa carrière. Il en devient directeur en 1942, puis il en est le président-directeur général de 1958 à 1971.

### Pilote puis collectionneur
Mais il se passionne par ailleurs pour le sport automobile. En tant que pilote, il participe à deux épreuves de monoplaces, sans grand succès : il abandonne à la Coupe de Saint-Cloud en 1946 ; l'année suivante, il termine 10e à Jersey. Il a plus de succès en stock-car où il court de 1953 à 1955 ; surnommé « Broum-Broum », il prépare spécialement ses voitures et remporte deux compétitions au stade Buffalo à Montrouge.
Collectionneur, il réunit d'abord des machines à imprimer et en fait un musée de l'imprimerie, près de Nonancourt dans l'Eure,. Il se constitue ensuite une collection d'automobiles, en parcourant la France ; il est jugé « pionnier d'entre les pionniers parmi les collectionneurs » et « maître incontesté des collectionneurs »,,, et crée le musée du Gérier, à côté de son château du Gérier, sur la commune de Buis-sur-Damville,. Il ajoute à sa collection des voitures de sport plus récentes, comme la BRM Formule 1 de Pedro Rodríguez, ou la Ford GT 40 qu'il achète après la saison 1970. Sa collection comporte 250 voitures anciennes en 1973 ; elle est estimée être « la plus belle collection privée française ».

### Fondateur de revues, d'associations et des Coupes de l'Âge d'or
Pozzoli participe en 1954 à la fondation de l'Association des amis de l’histoire automobile, qu'il préside à partir de 1957. Il est aussi vice-président du musée du Mans. Il réunit 180 voitures anciennes à Montlhéry, puis crée les « Coupes de l'Âge d'or » en 1964, qui ont d'abord lieu sur le circuit de Rouen-les-Essarts,, puis à partir de 1968 sur le circuit de Montlhéry et prennent alors le nom de « Grand Prix de l'Âge d'or ». Il fonde en 1972 l'Association Automobile des Véhicules Époque (Asavé) avec Philippe Renault.
Serge Pozzoli fonde en 1966 la revue spécialisée L'album du fanatique de l'automobile qui devient plus tard Fanauto et y écrit de nombreux articles,. S'intéressant aussi à la moto et à l'aviation, il participe à la direction de Moto Revue, dirige Le Fana de l'aviation, créé en 1969, et il est directeur général de la revue Aviation Magazine International.
Comme historien, directeur de publications et collectionneur, il réunit une importante documentation souvent mise à contribution, réunissant archives et photographies, et jugée comme « une des plus importantes collections du monde de documents sur les voitures de sport et de course »,.
Il meurt le 10 août 1992 à Neuilly-sur-Seine.

## Ouvrages
- (en) 100 of the World's Finest Automobiles (en collab.), Los Angeles, Floyd Clymer, 1960, 109 pages ; adapté en français sous le titre Les Plus belles voitures du Monde, Paris, Bias, 1975.
- Ah, si j'avais une des plus belles voitures du monde, Paris, Bias, 1975, 92 pages  (ISBN 2-7015-2723-6 et 978-2701527239).
- Auto, moto, cycle français : la recherche, la technique, la performance, Paris, CNAM, 1979, 31 p.
- 60 ans d'« Autocatalogue » (en collab.), Paris, S.O.S.P., 1982.
- L'histoire des machines à imprimer, 1982.
- Les pédalettes Taesch, 1983.
- Éditoriaux, préfaces, nombreux articles, notamment dans L'album du fanatique de l'automobile, Fanauto, Moto Revue, Le Fana de l'aviation, Aviation Magazine International, Champion Magazine (1970 à 1973)[19].